# Malahit
Malahit (prema grč. μαλάχη: sljez) je monoklinski mineral smaragdnozelene boje, bazični bakrov karbonat, CuCO3∙Cu(OH)2. Nalazi se u bubrežastim, grozdastim i sigastim agregatima, prije svega u oksidacijskoj zoni rudišta bakra, gdje je nastao oksidacijom sulfidnih bakrenih minerala. Ima ga u Engleskoj (Cornwall), u Rusiji (na Uralu), u SAD-u (Arizona), Australiji, DR Kongu, na Sinaju. Samljeven u prah, upotrebljavao se u starom Egiptu i Rimu kao boja (nalič) za oslikavanje zidova. Samostalni kristali malahita su rijetki i zato je poludragi kamen i upotrebljava se za izradu nakita. Malahit nastaje iz bakarnih ruda i često se nalazi zajedno s azuritom (Cu3(CO3)2(OH)2). Tvrdoće je od 3,5 do 4 po Mohsovoj ljestvici.
Malahit nastaje i djelovanjem atmosferilija na stare bakrene krovove ili oluke.

## Malahit kao pigment
Malahit ili gorsko zelenilo vjerojatno je jedan od najstarijih pigmenata prirodnog podrijetla, služio je u europskom slikarstvu sve do 18. stoljeća. Dobivao se mljevenjem istoimenog minerala, češće upotrebljavan u temperi, jer je u uljanom vezivu gubio obojenost. I pored kemijske nestabilnosti sačuvan je na mnogim slikama bez bitnijih promjena. Malahit je zamijenjen različitim oponašanjima originalnog tona.

### Slike
|          | |                    |
| Malahit. | Plavi azurit sa zelenim malahitom, bijelim kaolinom i smeđim kupritom iz Sverdlovska (Rusija). Fotografija snimljena u Prirodoslovnom muzeju u Londonu. | Malahit kao nakit. |

## Vanjske poveznice
|  | Zajednički poslužitelj ima još gradiva o temi Malahit |

- Handbook of Mineralogy - Malachite (engl., PDF 65,7 kB)
- Kremer-Pigmente  Arhivirana inačica izvorne stranice od 22. veljače 2011. (Wayback Machine)